# Épicure
Épicure (en grec Ἐπίκουρος / Epíkouros) est un philosophe grec, né à la fin de l'année 342 av. J.-C. ou au début de l'année 341 av. J.-C. et mort en 270 av. J.-C. Il est le fondateur, en 306 av. J.-C., de l'épicurisme, l'une des plus importantes écoles philosophiques de l'Antiquité.
L'école d’Épicure a parfois été appelée Jardin en raison du lieu, hors des murs d'Athènes, où il vivait avec sa famille et ses amis-disciples qui comprenaient, fait assez rare à l'époque, des femmes et des esclaves, à partir des années 306-307 av. J.-C.
La philosophie d’Épicure est d’abord fondée sur une théorie physique, issue pour une grande part de la physique de Démocrite : tout ce qui existe est composé d’atomes qui se meuvent dans le vide par des mouvements aléatoires. Tout doit son existence à la rencontre des atomes, même les dieux qui sont immortels et indifférents aux affaires humaines. Il n’y a pas de providence. L’âme n’est qu’une partie du corps, composée aussi d’atomes qui se dispersent à la mort. Il n’y a pas de vie après la mort, pas de destin, pas de finalité. L’épicurisme est un matérialisme radical.
« Le plaisir, dit Épicure, est le principe et la fin de la vie  heureuse (À Ménécée, 129) ». Mais pour jouir sereinement de certains plaisirs, il faut d’abord la paix de l’âme, la sérénité, l'ataraxie (absence de trouble). Il ne faut pas craindre les dieux : ils sont hors du monde et ne s’occupent pas de nous, ils n’ont ni à être priés, ni à être craints. Il ne faut pas craindre la mort puisque qu’elle n’est rien : rien pour les vivants puisqu’ils sont vivants, rien pour les morts puisqu’ils n’ont plus d’être, ni de sensibilité. Il faut ensuite éviter les douleurs corporelles et pour cela choisir entre les plaisirs : certains d’entre eux (désirs de gloire, de pouvoir, de richesses, passion amoureuse, etc.) peuvent apporter plus de maux que de biens. Il vaut donc mieux renoncer aux plaisirs vains et choisir des plaisirs naturels qu’il est aisé de satisfaire  (À Ménécée, 130) et où désagréments et douleurs sont le moins à craindre. L’épicurisme est un hédonisme a minima. La prudence sert à choisir, pour ce qui est de soi et la morale, pour ce qui est des autres.
L’amitié est une valeur essentielle de l’épicurisme. La famille est aussi très importante. Le plaisir, tel que l'entend Épicure, est un plaisir partagé. La « vie bienheureuse » suppose l'amitié qui est le plus grand bienfait que l'on doive à la sagesse.
L’épicurisme était, avec le stoïcisme, la philosophie privilégiée par les élites romaines de la République et de l'Empire jusqu'au IIIe siècle. Cicéron se plaint dans les Tusculanes (IV,3) que « les épicuriens occupent toute l'Italie ».
Au IIIe siècle, Diogène Laërce, qui ne cache pas ses sympathies, lui consacre un chapitre entier dans ses célèbres Vies, doctrines et sentences des philosophes illustres. Le chapitre débute par une vie d'Épicure, le seul témoignage biographique à peu près conséquent dont nous disposons, une exposition brève de sa doctrine, la liste de ses œuvres les plus importantes (plus d'une quarantaine de titres) et surtout quatre textes originaux d'Épicure que Diogène retranscrit dans leur intégralité et qui sont fondamentaux pour la reconstruction de sa philosophie : les condensés de doctrine que sont la lettre à Hérodote (physique), la lettre à Pythoclès (phénomènes célestes), la lettre à Ménécée (éthique) et les 40 Maximes capitales.
De la vaste œuvre d'Épicure, il ne reste rien d'autre, sinon 81 Sentences vaticanes découvertes dans un manuscrit du Vatican datant du XIVe siècle et qui ne sont sans doute pas toutes de lui. En effet, dès le IIIe siècle, l'épicurisme est considéré par les chrétiens comme une hérésie à détruire, définie par trois critères : indifférence des dieux (devenue au Ve siècle athéisme dissimulé), matérialisme et mortalité de l'âme. Dans la Divine Comédie (1300), Dante place aux Limbes tous les philosophes grecs, seul Épicure est dans le sixième cercle de l'enfer réservé aux hérétiques. Ses disciples sont, dans la représentation populaire, des « pourceaux d'Épicure » (l’expression vient des vers célèbres des Épîtres d’Horace), des hommes plongés uniquement dans les jouissances des sens (aujourd'hui encore un épicurien au sens trivial est un bon vivant).
Et c’est essentiellement grâce à son disciple, le poète Lucrèce (94 av. J.-C. ? - 54 av. J.-C. ?), auteur du De rerum natura (De la nature des choses), dont un manuscrit est retrouvé en Allemagne en 1417 à l'aube de la Renaissance, que l'on connait la philosophie d'Épicure.
Vers 150-170 après J.-C., l'épicurien Diogène d'Œnoanda a fait graver, sur un gigantesque portique de 80 m de long et 4 m de haut installé sur l'agora de la ville d'Oinoanda, des textes d'Épicure et d'autres épicuriens (ainsi que les siens) qui constituent une source d'information importante sur l'épicurisme en Asie Mineure au IIe siècle.
On a découvert, vers 1750, à Herculanum dans la villa des Papyrus, une importante bibliothèque philosophique à la fois carbonisée et protégée par l'Éruption du Vésuve en 79, qui contient le principal ouvrage d'Épicure, La Nature, en 37 livres, chacun ayant la longueur d'un rouleau de papyrus, ce qui correspond à une dizaine de volumes dans une édition moderne. La reconstitution, extrêmement difficile et qui demande un travail considérable, est toujours en cours.

## Biographie

### La vie et l'éducation d'Épicure
Épicure est né à Samos. Son père, Néoclès, est un clérouque à Samos, c'est-à-dire un colon athénien doté d'un petit lot de terre. Épicure est donc citoyen d'Athènes. Il y fait le service des éphèbes vers l'âge de 18 ans, avant de partir rejoindre son père à Colophon, au nord de Samos, en 323 av. J.-C. Il y resta jusqu'en 321 av. J.-C. et y reçut les leçons de Nausiphane. Il gagne ensuite Mytilène où il commence à enseigner. Sa philosophie suscite alors l'hostilité (mais il y rencontre son disciple et futur successeur Hermarque) et il part rapidement pour Lampsaque où il vivra de 310 à 306 av. J.-C. Il y rencontre Colotès, Métrodore et Idoménée de Lampsaque qui le suivront à Athènes.
En 306 av. J.-C., à 35 ans, il vient s'installer à Athènes qui venait d'être délivrée par Démétrios Poliorcète et il y achète un jardin pour 80 mines ; l'école du Jardin devient le centre des études épicuriennes. Il y passe le reste de sa vie. C'est pendant cette dernière période qu'il écrit un très grand nombre de ses œuvres et de ses lettres. Il est l'un de ceux qui ont le plus écrit dans l'Antiquité (300 ouvrages semble-t-il) avec Chrysippe (plus de 700). Il a pour disciples : Hérodote (homonyme de l'historien), Pythoclès, Hermarque de Mytilène, Métrodore de Chio, Polyen de Lampsaque, Léontée de Lampsaque, Thémista, Léontion, Colotès et Apollonidès.
Épicure meurt en 270 av. J.-C. à 72 ans. Le récit de sa mort est donné par Diogène.
La vie qu'il mène dans son jardin est simple et frugale ; il est végétalien (il mange tout de même à l'occasion du fromage). Selon Dioclès, cité par Diogène Laërce, « un verre de vin lui suffisait, et il buvait de préférence de l'eau ». Le Jardin est pourtant passé pour un lieu de débauche, mais de telles accusations semblent calomnieuses, au regard de l'habitude des philosophes de lancer des accusations douteuses contre leurs adversaires. {L'image d'Épicure est devenue celle d'un impie et d'un débauché, Horace usant même du sobriquet de « pourceau ».
La vocation de la philosophie lui vient très tôt, à 14 ans selon le témoignage de Diogène Laërce, quand, à la lecture d'Hésiode, il demande à son maître d'où vient le chaos primordial d'où toutes choses sortent que décrit le poète dans sa Théogonie. Les réponses de son maître ne le satisfaisant pas, il décide de philosopher seul et sans guide, en autodidacte — on lui reprochera plus tard de s'en être vanté. Il reçoit pourtant les leçons de plusieurs maîtres d'écoles différentes :
- platonicienne : Praxiphane et Pamphile, de l'École péripatétique théophrastéenne ;
- Nausiphane et Nausycide, des atomistes.

Sa philosophie prône le contentement (de ses avoirs, de son état affectif, de son rang social) et la vie communautaire entre amis dans un bonheur stable. Elle s'oppose avec force au platonisme et, de manière plus mesurée, à la doctrine d'Aristote (des fragments nous font voir en Épicure un lecteur consciencieux de ce dernier). Quant à l'héritage démocritéen, l'atomisme épicurien n'en est pas une simple copie : Épicure modifie certaines idées de Démocrite et ajoute le concept très important de clinamen (voir plus bas le chapitre sur la physique d'Épicure). Épicure s'attribua injustement l'ouvrage de Démocrite à propos de l'atomisme. Selon Diogène Laërce, il trouva à Démocrite le surnom de « Lérocrite » (marchand de vide ou disputeur de sottises),.

### Caractère et influence de la pensée d'Épicure
Épicure créa sa philosophie dans une époque troublée où les généraux d'Alexandre se disputent son empire. Face à un avenir instable, incertain, insatisfait des réponses obtenues auprès des maîtres de l'époque, il fonda un système qui permette aux personnes de ne plus vivre dans la crainte, en particulier des Dieux et de la mort.
Il eut à lutter contre le travers de certains disciples, qui prirent l'enseignement d'Épicure pour une apologie du plaisir sans limites. Or, le fait que tous les biens soient définis comme des plaisirs n'implique en aucun cas la licence morale ou la quête effrénée des plaisirs : tous les plaisirs ne sont pas des biens, et la modération est essentielle pour ne pas devenir esclave de certains besoins, ce qui entraînerait nécessairement des maux et des troubles.
Ce qui prêta le flanc aux attaques et dénigrement d'autres écoles, en particulier celle de l'École du Portique. Comme celui de n'envisager cette philosophie qu'à travers le prisme du plaisir.
Épicure est décrit comme un ami fidèle et bienveillant, d'un naturel sympathique : « Sa vertu fut marquée en d'illustres caractères, par la reconnaissance et la piété qu'il eut envers ses parents et par la douceur avec laquelle il traita ses esclaves ». C'est Sénèque, un stoïcien, qui dit de sa pratique : « Pour moi, je pense et j'ose le dire contre l'opinion des nôtres (stoïciens), que la morale d'Épicure est saine, droite et même austère pour qui l'approfondit… Je dis qu'elle est décriée sans l'avoir mérité ».
La doctrine d'Épicure eut un succès prodigieux, tant par le nombre de ses disciples, que par l'affection et les forts sentiments dont elle fut l'objet : « Le charme de cette doctrine égalait la douceur des sirènes. » Elle gagna Rome et toute l'Italie, avec Lucrèce notamment, qui en fut tellement inspiré qu'il en créa et dédia un ouvrage poétique.
Épicure ne recommandait pas dans sa doctrine la lecture des lettres, dites classiques (de l'époque), qu'il trouvait peu utile dans son approche. Il se défiait de l'orgueil de l'érudition qui fait s'aveugler et résister à être guidé. Ce qu'il voulait mettre en avant c'était la nécessité d'une connaissance pratique et empirique, et d'un travail à partir des sensations.
La popularité de l'épicurisme contraste avec la diffusion plus faible des doctrines des autres philosophies de l'Antiquité.
On a parfois rapproché Épicure de Jésus, en soutenant que ces deux hommes faisaient figure de sauveurs aux yeux du peuple. Et, en effet, les consolations apportées par Épicure sont chantées par Lucrèce comme des dons divins, propres à régénérer l'homme tourmenté par les passions, les superstitions, la peur des dieux, etc. C'est pourquoi certains philosophes, tels que Nietzsche, n'hésitent pas à voir en cette pensée une sorte de christianisme païen, une pensée rédemptrice mais sans la notion de péché propre à cette dernière religion.
Épicure fut extrêmement prolifique mais son œuvre ainsi que celle des épicuriens comme la majorité de la littérature grecque fut perdue.
Les inscriptions de Diogène d'Œnoanda à la fin du IIe siècle sont la dernière trace de la pensée épicurienne dans l'Antiquité et il semble que, selon l'empereur Julien et Saint-Augustin, les écrits d'Épicure ont quasiment disparu au IVe siècle.
Il reste trois lettres composant des abrégés volontaires établis par ses soins (Lettre à Hérodote, Lettre à Pythoclès et Lettre à Ménécée), et quelques maximes, les 40 Maximes capitales retranscrites par Diogène Laërce et 81 Sentences vaticanes, découvertes à la fin du XIXe siècle dans un manuscrit de la bibliothèque du Vatican, même s'il se peut que ce soient des exercices d'école. Des fragments du De La Nature (Peri phuseos) furent également découverts à Herculanum en 1752.

### Mort
Épicure est mort d'une rétention d’urine, causée par ce que l'on appelait alors la pierre, c'est-à-dire probablement des calculs rénaux. La maladie durant, selon Hermarque, quatorze jours. Hermippe raconte qu'alors il entra dans une baignoire de bronze tempérée d'eau chaude, demanda du vin pur (comme plusieurs philosophes selon Diogène, l'authenticité fait débat) et l'avala. Après avoir enjoint à ses amis de se remémorer ses doctrines, il mourut.
Il laissa un testament et une lettre à Idoménée de Lampsaque.

## Doctrine
Sa doctrine a été formalisée dans son ouvrage la Nature.
Épicure en a fait lui-même un abrégé qui a été conservé à travers la Lettre à Hérodote, (cf Diogène Laerce).
L'ouvrage principal est en cours de reconstitution (partielle) par les archéologues et linguistes, qui aidés de la technologie, le reconstituent à partir des papyrus calcinés d'Herculanum et des fragments et inscriptions épars.
Il démarre sa doctrine par le TOUT, puis descend à l'homme et à sa psychologie pour en tirer des généralités et des indications philosophiques à suivre.

### Le quadruple remède
La doctrine d'Épicure peut être résumée par ce que les épicuriens ont appelé le tetrapharmakon (quadruple remède, ou « quadruple poison » : car tout est question de posologie), que fit graver Diogène d'Œnoanda sur le mur d'un portique, formulé ainsi :
1. Les dieux ne sont pas à craindre ;
2. La mort n'est pas à craindre ;
3. On peut atteindre le bonheur ;
4. On peut supporter la douleur.

Épicure l'avait lui-même formulé ainsi :

« Et maintenant y a-t-il quelqu’un que tu mettes au-dessus du sage ? Il s’est fait sur les dieux des opinions pieuses ; il est constamment sans crainte en face de la mort ; il a su comprendre quel est le but de la nature ; il s’est rendu compte que ce souverain bien est facile à atteindre et à réaliser dans son intégrité, qu’en revanche le mal le plus extrême est étroitement limité quant à la durée ou quant à l’intensité ; il se moque du destin, dont certains font le maître absolu des choses. »

On remarque que deux points ont été éludés : la connaissance de la nature (qui concerne donc la partie physique de la doctrine d'Épicure) et la sérénité face au destin.
Le nom de « pharmacie » indique la finalité de la pensée épicurienne : il faut guérir les hommes des maux qui les accablent. Si la présentation de l'épicurisme dans cet article suit une division classique de la philosophie, sa finalité ultime devra être toujours gardée à l'esprit. On peut noter que le mot grec pharmakos signifie aussi « poison ». Cette ambiguïté du terme pourrait rejoindre la double interprétation nietzschéenne de l'épicurisme, à la fois comme une saine doctrine qui combat les superstitions et comme une ascèse hostile à la vie qui préfigure la récupération chrétienne de la souffrance.

### Théorie de la connaissance

#### Contexte philosophique
Épicure élabore une théorie de la connaissance (ou gnoséologie) qui se fonde sur les sens, sur la véracité des sensations qui garantissent seules que nous connaissons la réalité. Il invente également la théorie des prénotions : nous formons en nous des concepts à partir d'expériences répétées. Ces prénotions donnent un point de départ à la réflexion humaine sans pourtant recourir à l'hypothèse platonicienne d'une réminiscence des Idées intelligibles.
La question de la fiabilité des sensations est particulièrement débattue par les philosophes hellénistiques. Soit les sensations sont toutes fausses (thèse sceptique), soit certaines sont vraies et certaines sont fausses, soit elles sont toutes vraies. Pour Épicure, la thèse sceptique est contradictoire : il faudrait pour la valider un critère supérieur aux sens ; or la raison est dépendante des sens car nos concepts viennent de l'expérience sensible. La seconde thèse est également impossible, car il faut un critère pour distinguer une sensation fausse d'une sensation vraie. Mais, pour Épicure, il n'y a pas de critère en dehors des sens, et une sensation ne peut réfuter une autre sensation, car les sens sont différents entre eux. Les sens ne peuvent donc se contredire.
Il ne reste donc que la thèse selon laquelle toutes les sensations sont vraies. Ce point sera développé dans la canonique : la canonique est la première partie de la philosophie d'Épicure, et elle porte sur les critères (canon) de la vérité. Elle consiste en quatre sortes d'évidence.

#### Les quatre évidences
- La passion ou affection (pathos) : évidence du plaisir et de la douleur. Le plaisir nous fait connaître une cause de plaisir, et la souffrance, une cause de souffrance. L'agréable et le pénible sont donc des critères de la vérité non seulement de l'état passif, mais aussi de sa cause.
- La sensation ou impression sensible : c'est un état passif de la sensation, né du contact avec les choses, et qui nous fait connaître avec certitude la cause active et productrice. Cet état, en effet, par définition (la sensation est irrationnelle et sans mémoire), ne peut agir par lui-même et modifier ce qui nous touche de l'extérieur ; la sensation ne réagit que si elle est excitée par une cause extérieure qui existe donc nécessairement. En conséquence, les objets sont tels qu'ils nous apparaissent puisque toutes les sensations sont, d'après ce critère, également vraies : « Dire qu'une sensation est fausse reviendrait à dire que rien ne peut être perçu »[24].

L'erreur est expliquée par le jugement de la raison : les illusions des sens ne sont pas dans nos représentations, mais dans ce que nous y ajoutons par nos jugements, nos raisonnements, nos souvenirs, etc. ; mais, en tout cas, il est impossible de prouver la fausseté de la sensation sans commettre une pétition de principe ou une erreur de catégorie. Nos jugements s'appliquent à deux sortes d'objet, ceux qui peuvent être confirmés par l'expérience (la vérification du jugement est possible), et ceux qui ne relèvent pas vraiment de l'expérience, comme le vide par exemple, dont on admet l'existence par un raisonnement (la validité est en ce sens que le jugement n'est pas faux, et peut donc être tenu pour vrai).
- La prénotion (prolepse)[25] : ce sont des conceptions générales intérieures à l'âme, formées par la répétition de la perception d'un objet sensible, mais qui deviennent antérieures à l'impression sensible en tant qu'expérience possible, et qui sont présupposées dans la compréhension que nous avons des mots que nous employons pour formuler des questions. La prénotion est donc désignée par un nom, et la prononciation de ce nom suscite l'objet qu'il désigne dans notre esprit. Ce procédé rend toute définition inutile, puisque le concept apparaît ainsi avec évidence. La prénotion est donc une image d'une chose réelle dont elle dérive et implique en tant que telle un jugement d'existence. Ces prénotions nous permettent de dépasser notre expérience actuelle parce qu'elles résultent de notre expérience passée ; en ce sens, elles fondent tous nos jugements et nos croyances.

Épicure ne décrit pas le fonctionnement de l'acquisition de prénotions ; on peut dire néanmoins que c'est une faculté de l'esprit de renouveler certains mécanismes de la perception en opérant des choix parmi les images sensibles (les simulacres).
- L'intuition de la réflexion (phantastikè epibolè tes dianoias), ou « focalisation » de la pensée : cette intuition fait concevoir l'univers dans son ensemble, en dépassant l'intuition sensible ; c'est la représentation d'un objet extérieur par l'appréhension de son image. Cette dernière évidence a peut-être été ajoutée par les épicuriens aux trois premières évidences d'Épicure.

#### Validité scientifique
La canonique permet d'établir les critères de validité d'une théorie scientifique. Une opinion est vérifiée ou falsifiée, elle porte sur des faits évidents ou non évidents. Ces distinctions permettent de formuler des critères. Pour Épicure, ces critères sont :
- l'expérience sensible immédiate : une opinion portant sur un fait est attestée par des choses évidentes,
- l'absence de contre-témoignage implique une certaine cohérence avec les phénomènes : la cohérence des hypothèses sur les choses invisibles et les sensations immédiates, ce qui permet de se représenter la théorie dans son ensemble et dans le détail et de saisir les liaisons entre les phénomènes,
- le fait qu'une théorie reste irréfutée ou infalsifiée par les phénomènes : « La non-infirmation est le lien de conséquence qui rattache à ce qui apparaît avec évidence une opinion sur une chose invisible ; par exemple Épicure affirme qu'il y a du vide, une chose invisible, et le prouve par cette chose évidente qu'est le mouvement »[26].

Il peut donc y avoir plusieurs théories valides pour expliquer un même phénomène : plusieurs hypothèses qui ne contredisent pas les phénomènes doivent être tenues pour vraies, car on ne peut choisir arbitrairement une cause plutôt qu'une autre.

#### Théorie du langage
Un nom évoque une prénotion, il y a donc pour Épicure un rapport entre théorie de la connaissance et théorie du langage. Pour Épicure, il faut se référer au sens premier d'un mot, lié à la prénotion dont il tient son sens. Cette théorie invite à décrire l'origine du langage pour mieux comprendre la connaissance humaine :
- émission de sons sous le choc des sensations ; c'est une impulsion instinctive et naturelle ;
- le langage s'accroît ensuite par convention entre les hommes qui s'accordent sur des expressions facilitant la vie sociale ; les noms décrivent des sentiments et des impressions sensibles.
- enfin, des hommes inventent des mots nouveaux pour de nouvelles connaissances. Des catégories grammaticales et des significations nouvelles sont employées pour utiliser le langage de manière plus abstraite et théorique.

Le langage n'est donc pas une invention humaine : c'est l'environnement de l'homme et sa constitution physique variables qui sont la source des sentiments, des impressions et des sons qui en résultent. Le premier sens d'un mot est donc un sens naturel, mais ce sens est ensuite recouvert par les usages que les hommes en font. Revenir au sens premier, c'est revenir aux préconceptions mêmes, et donc puiser à la source de la connaissance humaine (par opposition à la dialectique). Épicure rejette ainsi à la fois le conventionnalisme et la théorie platonicienne des noms naturels.

### L'étude de la nature

#### Contexte physico-philosophique

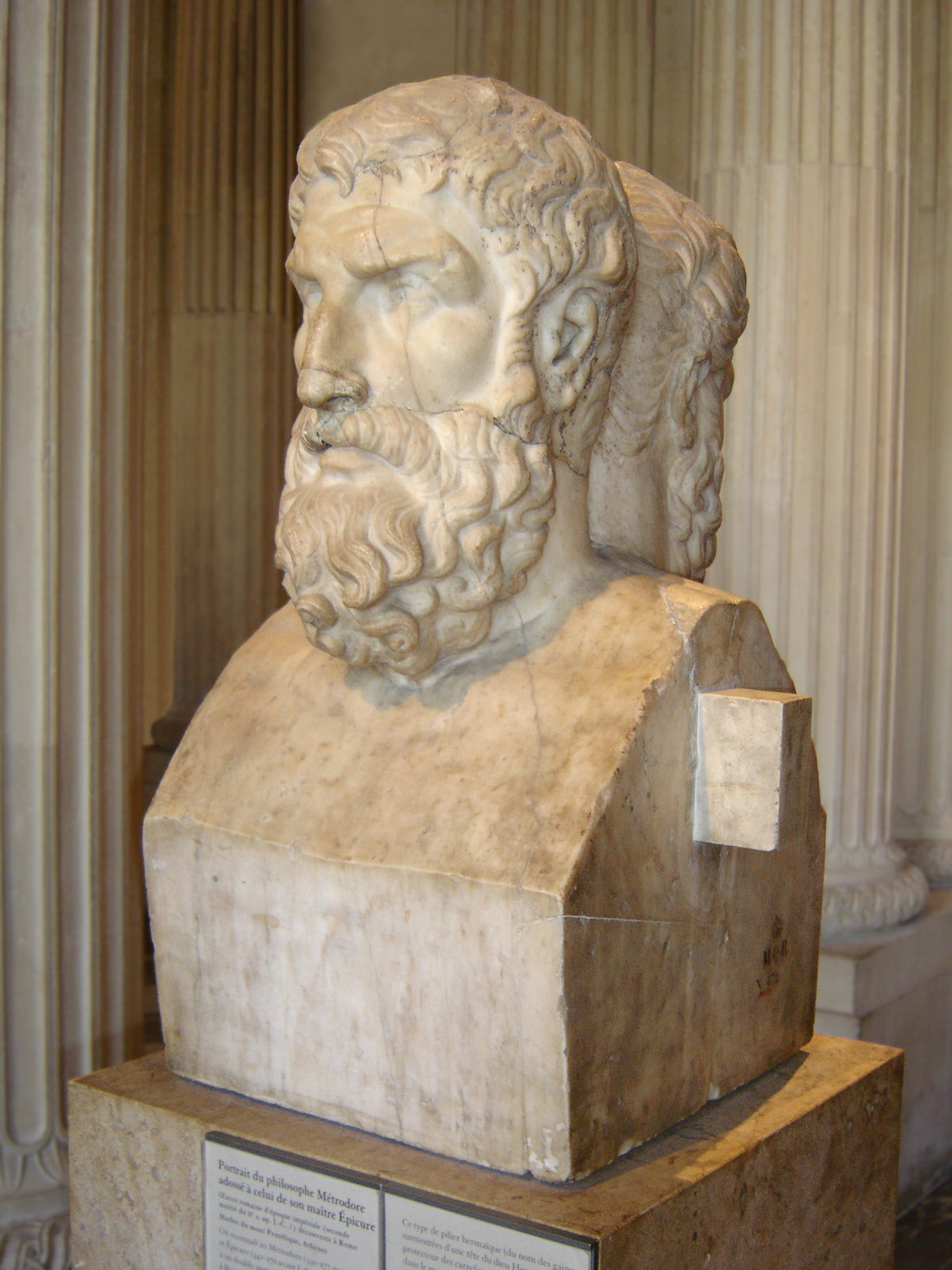
Hermès romain d'Épicure

La physique (principes, méthode, constitution du monde) d'Épicure est exposée dans la Lettre à Hérodote. La Lettre à Pythoclès, quant à elle, est plus axée sur l'étude des météores ou phénomènes naturels (cyclone, foudre…).
Épicure était un philosophe, mais comme presque tous les philosophes de l'Antiquité, il était aussi un astronome et un physicien.
Selon lui, une juste compréhension de l'univers permet de mener une vie heureuse :

« Si tout ce que nous regardons dans les dieux comme des miracles ne nous épouvantait point, si nous pouvions assez réfléchir pour ne point craindre la mort, parce qu’elle ne nous concerne point ; si enfin nos connaissances allaient jusqu’à savoir quelle est la véritable fin des maux et des biens, l’étude et la spéculation de la physique nous seraient inutiles. »

« L'étude de la nature est donc justifiée par le besoin de mettre en œuvre le tétrapharmakos, dont le premier élément portant sur les dieux, voit ici se substituer les réalités célestes, cela est aisément compréhensible, puisque les dieux et le ciel sont unis dans les mêmes peurs. »

Épicure nous invite donc à connaître la nature pour éviter de voir des causes magiques ou merveilleuses là où il n'y a qu'un mécanisme aveugle et amoral. La souffrance morale viendrait ainsi du fait que l'on attribue à la nature une volonté ou une animation libre : en jugeant son action comme volontaire, on pense que la nature est « malveillante » ou « bienveillante » à notre égard. C'est une interprétation anthropomorphique de la nature (attribution d'émotions et de caractères moraux à la nature) qu'Épicure combat. Si la nature est aveugle et inanimée, il est absurde de louer ou de blâmer ses actions.
Par ailleurs, Épicure développe la théorie des hypothèses multiples sur la cause d'un phénomène naturel. Les limites de notre connaissance font que pour tel phénomène donné, nous ne pouvons pas trancher entre telle ou telle hypothèse explicative.
Pourtant, malgré ce qui pourrait apparaître à première vue comme des limites, sa physique est suffisamment cohérente pour être examinée indépendamment du reste de sa pensée, sans doute parce qu'elle n'implique aucun anthropocentrisme et qu'elle se passe facilement de l'existence des dieux (mais Épicure n'était pas à proprement parler athée).
De la partie physique de la pensée d'Épicure, Cicéron dit :

« Qu'y a-t-il dans la physique d'Épicure qui ne provienne de Démocrite ? Car, même s'il a modifié quelques points, ainsi que je l'ai dit un peu plus haut concernant la déclinaison des atomes, pour le reste il dit la même chose. »

Ce jugement a traversé les siècles. Pourtant, tel quel, il est manifestement faux. La physique épicurienne est en effet plus proche de la pensée ionienne qui est plutôt positiviste, que du rationalisme qui triomphe alors, avec le stoïcisme par exemple. La pluralité des mondes, l'infini, la négation des croyances populaires, de la providence et du destin, etc. ne sont pas particulièrement compatibles avec la théologie de cette doctrine. La physique épicurienne est l'exact opposé de la physique stoïcienne. De plus, Démocrite est rationaliste quand il formule la théorie de l'atome, et il n'accorde aucune confiance aux données sensibles. Épicure, au contraire, s'appuie sur l'expérience et le témoignage véridique des sens. Les deux théories s'expriment donc de la même manière, mais pas pour les mêmes raisons.

#### Thèses fondamentales de la physique épicurienne
Épicure s'inscrit dans les suites de l'atomisme de Démocrite, tout en s'opposant à certaines conclusions.
Il introduit l'idée d'un clinamen, afin de conserver la liberté de la volonté humaine qui est niée par la doctrine atomiste. Le clinamen implique la possibilité qu'ont les atomes de dévier de leur trajectoire, lorsqu'ils tombent dans le vide. C'est ainsi que les atomes se rencontrent et composent la matière. Ce clinamen repose sur un principe de spontanéité interne aux atomes. Cette notion a une double finalité : expliquer la formation des corps, introduire la notion de hasard et ainsi donner un fondement à la liberté humaine.

##### Principes
La philosophie naturelle d'Épicure est fondée sur un petit nombre d'axiomes, où l'on reconnaît facilement le principe de conservation de la cosmologie ionienne :
1. rien ne naît de rien
2. tout ne peut naître de tout
3. rien ne peut retourner au néant.

Le tout est constitué d'une infinité d'atomes dans l'infinité du vide. Au sein de cette infinité, un monde est une organisation éphémère, qui n'est ni unique, ni fermée sur elle-même. Il existe plusieurs mondes très différents les uns des autres, contenant des êtres vivants très variés. Ces thèses ioniennes ne sont pas spécifiquement atomistes ; on peut néanmoins déduire l'existence de l'atome du principe de conservation.
En effet, la réalité dans sa totalité est pour Épicure composée de deux éléments : les atomes et le vide. Or, les atomes sont les parties insécables de la matière. L'hypothèse de l'atome découle alors nécessairement de l'axiome 3. Si tout peut retourner au néant, l'univers disparaît. L'atome est donc la réalité permanente de l'univers.
L'atome est :
- une réalité invisible, éternelle, immuable, inaltérable ;
- une grandeur insécable mais non indivisible (les grandeurs se divisant en minima, l'atome en est composé).

Il reste à décrire cette réalité ultime et première qu'est l'atome.

##### L'atome
L'atome a les qualités suivantes, qui expliquent la formation des choses sensibles :
1. il a une forme
2. il a un poids
3. il a une grandeur

Le mode de composition est en revanche peu invoqué.
Ces qualités sont dites essentielles ; les atomes ne sont pas des unités identiques, mais ont des espèces différentes : pour former un homme ou un dieu, il faut des atomes différents. Les atomes sont donc les semences des choses (spermata), et non pas uniquement leurs composants.
En revanche, la couleur, l'odeur, etc., sont des attributs accidentels qui n'existent qu'au niveau phénoménal relativement à un sujet. Néanmoins, Épicure estime que cette réalité subjective a autant de réalité et est aussi vraie que la réalité fondamentale des atomes.
Épicure admet le vide ; les atomes se déplacent dans le vide ; ce déplacement est inévitable, puisque le vide est défini comme ce qui n'offre aucune résistance. La nature même de l'atome est en fait ce mouvement immanent et perpétuel, dirigé pour tous les atomes dans la même direction, avec la même vitesse, selon la pesanteur, de haut en bas. Il ne peut y avoir de différences de vitesse, car la différence de résistance des milieux est nulle : en effet, le vide n'offre pas de résistance. À cette pesanteur universelle, s'ajoute le poids propre de chaque atome.
Les atomes peuvent également vibrer sur place et s'agréger. Ils forment alors des corps de plus en plus complexes. Mais il faut alors expliquer comment les atomes peuvent dévier de leur course, puisque celle-ci étant la même pour tous les atomes, ces derniers ne peuvent jamais se heurter. C'est là qu'Épicure introduit le fameux clinamen (parenklisis), qui est une déviation spontanée, spatialement et temporellement indéterminée, et qui permet aux atomes de s'entrechoquer.
Cette hypothèse a laissé perplexe bien des philosophes, y compris des épicuriens. Il faut d'abord noter que la physique épicurienne n'est pas déterministe ; qu'ensuite le clinamen est, selon Lucrèce, conçu sur le modèle de la volonté libre opposé à l'impulsion donnée de l'extérieur.
La thèse matérialiste de l'atome en tant qu’« insécable » pose le problème du divin ; car les corps complexes que forment les atomes ne sont pas intemporels : ils finissent tôt ou tard par se décomposer et disparaître, c'est-à-dire que les atomes qui composent ces corps se séparent, mais sans pour autant disparaître eux-mêmes, car les atomes sont inusables, intemporels : « immortels ». Mais les dieux aussi sont immortels, comment intégrer le divin dans cette équation ? Sans réfuter son existence ? Épicure élude le problème en affirmant que les dieux étant heureux et possédant tout, ils ne se tourneront jamais vers nous, et que nous n'avons donc rien à attendre d'eux.

##### Pluralité des mondes
Ce point étant admis, les atomes peuvent alors s'assembler :

« Les nombreux éléments, depuis un temps infini, sous l'impulsion des chocs qu'ils reçoivent et de leur propre poids, s'assemblent de mille manières différentes et essayent toutes les combinaisons qu'ils peuvent former entre eux, si bien que par l'épreuve qu'ils font de tous les genres d'union et de mouvement, ils en arrivent à se grouper soudainement en des ensembles qui forment l'origine de ces grandes masses, la terre, la mer, le ciel, et les êtres vivants. »

Il y a donc une infinité de mondes existants, correspondant à l'infinité des combinaisons atomistiques : Épicure soutient la thèse de la pluralité des mondes, contrairement à ceux qui pensent qu'il n'y a qu'un seul monde actuel (peu importe qu'ils admettent des mondes possibles ou non, comme Leibniz) :

« Ce n'est pas seulement le nombre des atomes, c’est celui des mondes qui est infini dans l'univers. Il y a un nombre infini de mondes semblables au nôtre et un nombre infini de mondes différents. En effet puisque les atomes sont en nombre infini, comme nous l'avons dit tout à l’heure, il y en a partout, leur mouvement les portant même jusque dans les lieux les plus éloignés. Et d’autre part, toujours en vertu de cette infinité en nombre, la quantité d’atomes propres à servir d'éléments, ou, autrement dit, de causes, à un monde, ne peut être épuisée par la constitution d’un monde unique, ni par celle d’un nombre fini de mondes, qu'il s’agisse d’ailleurs de tous les mondes semblables au nôtre ou de tous les mondes différents. Il n’y a donc rien qui empêche l’existence d’une infinité de mondes. »

#### La psychologie
L'étude de l'âme fait partie de la physique. L'âme est un corps fait d'atomes, et qui possède des qualités qui sont des accidents des corps composés. C'est un souffle chaud et subtil dans lequel se trouvent la pensée et les affections. Sa liaison avec le corps permet la sensation ; une fois cet agrégat détruit, l'âme n'éprouve plus rien et se dissipe.
Mais là encore la théorie d'Épicure rencontre des difficultés ; les qualités vitales sont difficilement attribuables à un souffle chaud. L'âme sera alors un assemblage d'atomes spécifiques : atome de souffle, atome d'air, atome de chaud, et un quatrième atome sans nom, qui expliquerait la mobilité de la pensée. L'âme, puisqu'elle est un corps, est mortelle. Cette conception de l'âme, comme le reste de la physique, est au service du bonheur : il s'agit de faire disparaître les mythes qui viennent troubler notre pensée à propos de notre destination après la mort. À la vie éternelle, est opposée la mort immortelle, le temps infini pendant lequel nous ne sommes pas.
Dans le monde romain, Lucrèce prolongea la philosophie d'Épicure dans un matérialisme à la mode antique.

### Éthique et politique

#### Problèmes fondamentaux de l'éthique
L'éthique d'Épicure est exposée principalement dans la Lettre à Ménécée et les Maximes capitales. La morale épicurienne est une morale qui fait du plaisir le bien et l'origine de la vertu, et de la douleur le mal (la privation de bien). Elle nous enjoint de rechercher le Souverain bien, et d'atteindre l'ataraxie. Kant critiquera la morale épicurienne (et stoïcienne) au motif que la vertu peut aller contre le bonheur personnel.
L'atomisme de Démocrite implique la négation du libre-arbitre. Et s'il est nécessaire que nous agissions comme nous le faisons, nous ne sommes pas responsables de nos actions. C'est pourquoi nous avons vu qu'Épicure avait introduit le clinamen.
Le déterminisme, expliquant tout par des mouvements atomiques, nie le rôle explicatif d'une causalité psychique de la croyance ou de la volition. Or, bien qu'Épicure soit atomiste, il ne tient pas le déterminisme comme moralement acceptable. Il faut donc que les propriétés phénoménales et les impressions sensibles aient une réalité causale véritable, de même que le moi et la volonté.

#### Bonheur et plaisir
Cette doctrine est souvent interprétée à tort comme une philosophie de « bon vivant » cherchant le plaisir avec excès. En réalité, il s'agit d'une philosophie d'équilibre, fondée sur l'idée que toute action entraîne à la fois des effets plaisants (positifs) et des effets amenant la souffrance (négatifs). Il s'agit donc pour l'épicurien d'agir sobrement en recherchant les actions amenant l'absence de douleur, d'où doit découler le plaisir négatif de cet état de repos (ataraxie), dont la pleine conscience procure le plaisir suprême ; la clef du bonheur est de connaître ses propres limites ; c'est pourquoi l'excès doit être évité car il apporte la souffrance. Sans être une philosophie morale hédoniste, cette pensée ne recommande pas l'ascétisme s'il a des conséquences nuisibles.
Épicure défend un mélange de joie tempérée, de tranquillité et d'autosuffisance. Le plaisir est le bien, et les vertus servent d'instruments. La vie selon le plaisir est cependant une vie de prudence, de vertu et de justice.

#### La classification des désirs
Épicure classe ainsi les désirs :
| Désirs naturels            | Désirs naturels                        | Désirs naturels                   | Désirs naturels                                 | Désirs vains           | Désirs vains              |
| -------------------------- | -------------------------------------- | --------------------------------- | ----------------------------------------------- | ---------------------- | ------------------------- |
| Nécessaires                | Nécessaires                            | Nécessaires                       | Simplement naturels                             | Artificiels            | Irréalisables             |
| Pour le bonheur (ataraxie) | Pour la tranquillité du corps (aponie) | Pour la vie (nourriture, sommeil) | Variation des plaisirs, recherche de l'agréable | ex. : richesse, gloire | ex. : désir d'immortalité |

Cette classification n'est pas séparable d'un art de vivre, où les désirs sont l'objet d'un calcul en vue d'atteindre le bonheur. À partir de là, il est naturel de juger bon le plaisir et mauvaise la douleur, puisque tous les êtres cherchent le plaisir. Ce sont nos sentiments qui nous indiquent que le plaisir est désirable. C'est une conscience naturelle, et notre constitution fait que nous cherchons le bonheur nécessairement.
Mais, pour le calcul des plaisirs, tout plaisir n'est pas digne d'être choisi : le plus grand des plaisirs est la suppression de toute douleur. En conséquence, on doit éviter certains plaisirs, et même accepter certaines douleurs.
Épicure fait également la distinction entre les plaisirs mobiles et les plaisirs statiques. Le plaisir statique est un état corporel et psychologique où nous sommes libérés de toute douleur, le bonheur est à son comble. Le plaisir mobile, en revanche, ne dure que le temps de son activité. Une vie qui suit ces plaisirs, comme les cyrénaïques, consiste à remplir une jarre percée. Les plaisirs mobiles sont donc en réalité subordonnés aux plaisirs statiques.
En fin de compte, le principe le plus important de la doctrine d'Épicure est de vivre selon la prudence quand on cherche le plaisir. La libération des troubles (ataraxie) est la marque suprême du bonheur : elle renvoie au quadruple remède ; vivre sans peur, avec les plaisirs de l'amitié et de nos souvenirs, en supprimant les fausses croyances sources d'angoisse et les douleurs évitables.

#### Les institutions humaines, l'amitié, les dieux

##### La civilisation humaine
Dans la théorie de la connaissance, Épicure envisageait l'origine du langage. Cette origine est à la fois naturelle et conventionnelle. Elle suppose des institutions humaines, qui sont nées progressivement de l'histoire de l'humanité : « Ce sont les choses elles-mêmes qui ont la plupart du temps instruit et contraint la nature humaine, et que la raison n'a fait que préciser ensuite. »
De la même façon, la justice est une institution humaine : « Entre les animaux qui n'ont pu faire de conventions pour ne pas se nuire réciproquement, il n'y a ni justice ni injustice ; et il en est de même des nations qui n'ont ni pu ni voulu faire de conventions pour le même objet ».

##### L'amitié et l'amour
Épicure pose la question de la sincérité de l'amitié. Qu'est-ce qu'un véritable ami ? Comment définir l'amitié vraie ? Si le plaisir est la seule fin de l'homme, l'intérêt égoïste est le seul principe de la conduite, et la recherche de l'ami ne peut être qu'intéressée. Cet intérêt est évident : il y a l'aide qu'il nous donne quelquefois ; il y a surtout le soutien de compter toujours sur l'aide qu'il nous donne quelquefois. Pour Épicure, le véritable ami est avant tout celui qui prévient les besoins de l'autre, lui évitant ainsi les troubles de l'âme et lui permettant d'accéder à l'ataraxie. L'amitié est finalement un des plaisirs du sage, de très loin supérieur à la passion amoureuse source de malheurs. Les services que rendent les amis sont, ou peuvent, être épisodiques, mais la sécurité que donne leur amitié est permanente.
Ainsi, d'après Épicure :

« Parmi les choses dont la sagesse se munit en vue de la félicité de la vie tout entière, de beaucoup la plus importante est la possession de l'amitié. »

Et d'après Diogène Laërce :

« il [le sage] sera insensible aux aiguillons de l'amour […]. Les plaisirs de cette passion ne furent jamais utiles ; au contraire, on est trop heureux lorsqu'ils n'entraînent point après eux des suites qu'on aurait sujet de déplorer. »

L'amour entre deux personnes n'existe que dans la proximité de la chair ; sans cette proximité, le sentiment amoureux n'a pas de consistance. Épicure est ainsi fidèle à sa physique : le fondement de toute réalité est la sensation corporelle. L'amour n'est donc pas un phénomène incorporel, absolu ou idéal, comme le croyait Platon. Cette intuition sera développée par Lucrèce, qui écrira sur l'amour et ses illusions. L'amour est, de même, condamné par Épicure comme source de désordres inutiles, qui entravent la tranquillité de l'âme et de la cité.
Cependant, l'amitié apporte la sécurité vis-à-vis des aléas de la fortune et préserve de la crainte permanente de ses revers. L'amitié ressemble à un pacte. L'amitié commence au moment précis où l'on cesse de chercher l'aide auprès de l'ami. Il en va de l'amitié comme du plaisir : le plaisir en mouvement s'arrête au point précis où il atteint son maximum, c'est-à-dire quand cesse la douleur du besoin qui l'alimentait. Il se change alors en plaisir pur, total, incapable de gradation ou de devenir. Ainsi sont sauvés et l'intérêt qui domine l'éthique épicurienne et le désintéressement qui règne entre amis. L'amitié fait ainsi le pont entre deux natures de l'homme, celle qui recherche égoïstement son plaisir (lorsque naît l'amitié) et celle qui est altruiste et généreuse (lorsque l'amitié est installée).
« Avec l'ami, on est comme un dieu parmi les hommes. »
Le thème de l'amitié est un sujet paradoxal chez Épicure, comme il l'est chez Aristote. En effet, Épicure considère, comme Aristote, que le sage se suffit à lui-même, que l'autosuffisance, l'autarcie est un grand bien. Le sage doit garder son indépendance et pourtant Épicure ne cesse de faire l'apologie de l'amitié. L'amitié n'est pas pour le sage un simple moyen mais un bien en soi.

##### Les dieux
« Les dieux ne sont pas à craindre. » En effet, pour Épicure, les dieux sont des êtres qui existent dans un état de béatitude permanent. Leur nature même fait qu'ils n'interviendront jamais dans la vie des hommes. De ce fait, Épicure combat toute la tradition antique qui veut que les dieux soient jaloux ou rancuniers. Par conséquent, puisque les dieux sont tournés vers leur béatitude et leur bonheur, nous ne devons pas les craindre comme pouvant abattre leur divine colère ou punition sur nous, nous devons juste les prendre pour modèle de bonheur.
Les dieux n'ont rien de commun avec nous, et l'attribution de nature anthropomorphique d'émotions ou de passions aux dieux est absurde. Épicure tend à démythifier les dieux, pour en faire de simples entités immuables et indifférentes.
La critique de la religion et de la superstition entamée par Épicure trouve un écho manifeste dans l'œuvre de Lucrèce (De rerum natura), et sera saluée par Nietzsche (L'Antéchrist, § 58).

#### Mort et philosophie
Ne pas craindre la mort est une marque de sagesse. La crainte, on l'a vu, est surtout la conséquence de la superstition. La psychologie d'Épicure doit permettre de supprimer toutes les superstitions qui se rapportent à l'âme : la mort est une extinction complète, elle n'est rien pour nous. On ne doit donc pas laisser la peur ruiner notre vie. Le raisonnement principal est le suivant :

« Le plus effrayant des maux, la mort ne nous est rien, disais-je : quand nous sommes, la mort n’est pas là, et quand la mort est là, c’est nous qui ne sommes pas ! »

Quelques arguments annexes contre la crainte de la mort :
- être mort n'est pas pire que de n'être pas encore né ;
- la survie personnelle est impossible (cf. psychologie d'Épicure) ;
- l'enfer est une projection des terreurs morales de cette vie ;
- la vie bien vécue est un exercice en vue de la mort ;
- la durée de notre vie est insignifiante ;
- une vie vraiment achevée n'est pas augmentée par un temps infini.

Le désir de vivre n'est pas rationnel ; si notre vie est parfaite, notre accomplissement dans la vie de tous les jours ne sera rien de plus si nous sommes immortels. C'est donc la qualité de la vie qui prime, la qualité du bonheur, et non la quantité.
En conclusion de cette pensée : la philosophie est une activité qui produit la vie heureuse.
Épicure écrit ainsi à Ménécée :
« Que personne, parce qu'il est jeune, ne tarde à philosopher, ni, parce qu'il est vieux, ne se lasse de philosopher ; car personne n'entreprend ni trop tôt ni trop tard de garantir la santé de l'âme. Et celui qui dit que le temps de philosopher n'est pas encore venu, ou que ce temps est passé, est pareil à celui qui dit, en parlant du bonheur, que le temps n'est pas venu ou qu'il n'est plus là. »

### Éditions
- Epicurea, H. Usener, Leipzig, 1887. C'est l'édition de référence, en grec.
- Epicurus, epistulae tres et ratae sententiae, P. von der Muehll, Leipzig, 1887.
- Épicure, Lettres et maximes, Texte établi et traduit, avec une introduction et des notes par Marcel Conche, édition bilingue, PUF, Paris, 1987.

### Œuvres
ouvrages conservés et fragments
- Lettres : Lettre à Hérodote (la physique), Lettre à Pythoclès (les phénomènes célestes), Lettre à Ménécée (l'éthique) : Diogène Laërce, X, 35-83, 84-117, 122-138. G. Arrighetti (1976)[55] date la Lettre à Hérodote de 295-290 av. J.-C. Jan Erik Hessler date la Lettre à Ménécée de 296-295 av. J.-C.[56].
- Maximes capitales : Diogène Laërce, X, 139-154.
- Préceptes : Diogène Laërce, X, 117-121.
- Sentences vaticanes : Sententiae Vaticanae, P. von der Mühl, éd. Teubner d'Épicure, 1922.
- Fragments de papyrus du "De La Nature", G. Arrighetti, Epicuro, opere, 2e éd., Turin, 1973.

### Traductions en français
- D. Delattre-J. Pigeaud (éds), Les Épicuriens, Bibliothèque de la Pléiade, Gallimard, Paris, 2010.  (ISBN 978-2070116591)
- Les philosophes hellénistiques, tome I : Pyrrhon - L'épicurisme, Long et Sedley, Cambridge University Press, 1987 (Flammarion, Paris, 2001).
- La philosophie d'Épicure (De finibus, I), Cicéron, Mille et une nuits, 2002
- Lettres et maximes, Texte établi et traduit, avec une introduction et des notes par Marcel Conche, édition bilingue, PUF, Paris, 1987
- Lettres, Maximes, Sentences, trad. J.-Fr. Balaudé, Le livre de poche, 1994.
- Diogène Laërce, Vies et doctrines des philosophes illustres (vers 200), Le livre de Poche, 1999.
- Sur le plaisir, Lettres et maximes, précédé de la Vie d'Épicure par Diogène Laërce, traduction, préface et notes de Nicolas Waquet, Rivages poche, Petite Bibliothèque, Paris, 2015.

### Études
- Contemporaines
  - Jean Bollack, Mayotte Bollack et Heinz Wismann, La lettre d'Épicure, Paris, Les Éditions de Minuit, coll. « Le sens commun », 1971.
  - Jean Bollack, La pensée du plaisir : Épicure : textes moraux, commentaires, Paris, Les Éditions de Minuit, coll. « Le sens commun », 1975 (ISBN 978-2-7073-0072-0).
  - Jean Bollack et André Laks, Épicure à Pythoclès : sur la cosmologie et les phénomènes météorologiques, Paris, Éditions de la Maison des sciences de l'homme, 1978, 371 p. (ISBN 978-2-85939-103-4).
  - André-Jean Festugière, Épicure et ses dieux, PUF, 1996.
  - Angélique Gaillon-Jacquel, Cueillir l'instant avec les épicuriens - Eyrolles 2014
  - Julie Giovacchini, Épicure, Paris: Les Belles Lettres, 2008  (ISBN 978-2-251-76062-9).
  - Victor Goldschmidt, La doctrine d'Épicure et le droit, Vrin, 2000.
  - Jean-Marie Guyau, La morale d'Épicure, Encre Marine, 2002.
  - Phillip Mitsis, Oxford Handbook of Epicurus and Epicureanism, Oxford, 2020.
  - Pierre-Marie Morel, Atome et nécessité : Démocrite, Épicure, Lucrèce, Presses universitaires de France, Paris, 2000.
  - Paul Nizan, Les matérialistes de l'Antiquité, (1936), Maspero, 1968.
  - Michel Onfray, Contre-histoire de la philosophie, tome I: Les sagesses antiques, Grasset (2006),  (ISBN 2-246-64791-6), p. 177-224.
  - Geneviève Rodis-Lewis, Épicure et son école, Gallimard, « Folio essais », 1993.
  - Aurélien Robert, Épicure aux enfers. Hérésie, athéisme et hédonisme au Moyen Âge, Fayard, 2021.
  - Richard Roos, « Nietzsche et Épicure : l'idylle héroïque », article repris dans Lectures de Nietzsche, LGF - Livre de Poche, 22 novembre 2000,  (ISBN 2-253-90577-1).
  - Jean Salem, Tel un dieu parmi les hommes : L'éthique d'Épicure, Vrin, 2002.
  - Benoît Schneckenburger, Apprendre à philosopher avec Épicure, Paris, Éditions Ellipses, coll. « Apprendre à philosopher avec », 2011, 183 p. (ISBN 978-2-7298-6431-6).
  - Francesco Verde, Epicuro, Rome, 2013.
  - James Warren, The Cambridge Companion to Epicureanism, Cambridge, 2009.
  - Catherine Wilson, Epicureanism at the Origins of Modernity, Oxford, 2008.
- Anciennes
  - Érasme, L'Épicurien et autres banquets, Encre Marine, 2004 (présentation de Michel Onfray). Il s'agit en fait des Colloques, disponibles aussi chez Robert Laffont, 1992.
  - Pierre Gassendi, Vie et mœurs d'Épicure, Belles Lettres, 2005 (bilingue, 2 vol.).  (ISBN 978-2-251-79983-4)
  - Karl Marx, Différence de la philosophie de la nature chez Démocrite et Épicure, 1841. 1re partie & 2e partie

### Littérature
- Anatole France, Le Jardin d'Épicure, 1895.
- Marcel Conche, Épicure en Corrèze, 2014.

### Sources antiques
- Diogène Laërce, Vies, doctrines et sentences des philosophes illustres [détail des éditions] (livre X) ;
- Lucrèce, De rerum natura ;
- Cicéron, De natura deorum [détail des éditions] [lire en ligne], De finibus, De fato, Tusculanes ;
- Sénèque, De la vie heureuse ;
- Plutarque, Placita philosophorum, Contra Colotes ;
- Épictète, Entretiens ;
- Marc Aurèle, Pensées pour moi-même.
- Répertoires de sources philosophiques antiques :
  - Bibliotheca Classica Selecta
  - Cnrs
  - Remacle

### Œuvres perdues
La principale source du catalogue est Diogène Laërce.
- Des Atomes et du Vide
- De l'Amour
- Grand Abrégé d'un traité Contre les physiciens
- Petit Abrégé d'un traité Contre les physiciens, peut-être un résumé d'une partie de son grand ouvrage sur la Nature
- Sur la Nature, en 37 livres
- Contre les Mégariques
- Doutes ou les difficultés
- Les Choix et les rejets
- De ce qu'il faut chercher et de ce qu'il faut fuir
- La Fin, connu par Démétrios Lacon dans son traité Difficultés rencontrées dans les textes épicuriens, PHerc 1012 col. 31
- Du Canon ou le Critère
- Chérédème, un des frères d'Épicure
- Des Dieux
- De la Sainteté ou de la Piété, peut-être le fragment du papyrus d'Oxyrhynque 215[57]
- Hégésianax, un disciple d'Épicure, l'ouvrage est une consolation adressé au père du disparu selon le témoignage de Plutarque
- Des modes de Vies (quatre livres)
- Examen des Apories
- Néoclès, à Thémista, Néoclès est le père ou le frère d'Épicure, Thémista est par ailleurs la femme de Léontée de Lampsaque
- Banquet, cité par Plutarque et Philodème. Il s'agissait d'un traité sous forme de dialogue où Épicure discutait avec Polyènos
- Euryloque, à Métrodore, Euryloque est peut-être un disciple de Pyrrhon
- Explicitations, cité par Philodème, peut-être les Sentences vaticanes
- Sur la Vision
- De l'Angle dans l'atome
- Du Toucher
- Du Destin
- Opinion sur les Passions, à Timocrate, peut-être l'héritier des biens avec Amynomaque
- L'ambigüité, contre Démocrite, cité par Épicure dans son livre XV du traité De La Nature
- Contre Théophraste, cité par Plutarque
- Prognostic
- Protreptique
- Sur l'image
- Sur les simulacres
- Sur l'action juste
- Aristobule, un des frères d'Épicure
- De la Musique
- La rhétorique, connu par Philodème
- De la Justice et des autres vertus, peut-être un fragment au papyrus d'origine inconnue PGetty Mus. ac. 76 AI 57
- Des Offrandes et de la Grâce
- Polymède
- Timocrate, en trois livres, le frère de Métrodore
- Métrodore, en cinq livres
- Antidore, en deux livres
- Maximes, à Mithrès
- Callistolas
- De la Royauté, connu par Plutarque
- Anaximène
- Les maladies et la mort, à Mithrès, connu par Démétrios Lacon dans son traité Difficultés rencontrées dans les textes épicuriens, PHerc 1012 col. 31
- Lettres

## Les épicuriens
- Épicurisme grec :
  - Colotès
  - Métrodore
  - Hermarque
  - Idoménée de Lampsaque
  - Polystrate
  - Polyen de Lampsaque
  - Apollodore
  - Zénon de Sidon (épicurien)
  - Philonidès de Laodicée
  - Démétrios Lacon
  - Diogène de Tarse
  - Philodème de Gadara
  - Diogène d'Œnoanda
- Épicurisme romain :
  - Amafinius
  - Lucrèce
  - Horace
  - Ovide
  - Velleius G.
- Épicurisme moderne :
  - Pierre Gassendi

#### Bases de données et dictionnaires
- Ressources relatives à la recherche :   - The Academic Family Tree
  - Bibliothèque interuniversitaire de santé
  - Encyclopædia Herder
  - Internet Encyclopedia of Philosophy
  - Internet Philosophy Ontology
  - PhilPapers (objet)
  - Stanford Encyclopedia of Philosophy
  - ZbMATH
- Ressources relatives aux beaux-arts :   - British Museum
  - Sandrart.net
  - Union List of Artist Names
- Ressource relative à l'astronomie :   - Biographical Encyclopedia of Astronomers
- Ressource relative à la santé :   - Bibliothèque interuniversitaire de santé
- Ressource relative au spectacle :   - Les Archives du spectacle
- Ressource relative à plusieurs domaines :   - Radio France
- Ressource relative à la musique :   - Discogs
- Notices dans des dictionnaires ou encyclopédies généralistes :   - Britannica
  - Brockhaus
  - Den Store Danske Encyklopædi
  - Deutsche Biographie
  - Enciclopedia italiana
  - Enciclopedia De Agostini
  - Gran Enciclopèdia Catalana
  - Hrvatska Enciklopedija
  - Internetowa encyklopedia PWN
  - Nationalencyklopedin
  - Store norske leksikon
  - Treccani
  - Universalis
  - Visuotinė lietuvių enciklopedija
- Notices d'autorité :   - VIAF
  - ISNI
  - BnF (données)
  - IdRef
  - LCCN
  - GND
  - Italie
  - Japon
  - CiNii
  - Espagne
  - Pays-Bas
  - Pologne
  - Israël
  - NUKAT
  - Catalogne
  - Suède
  - Vatican
  - Australie
  - WorldCat